# Portosín

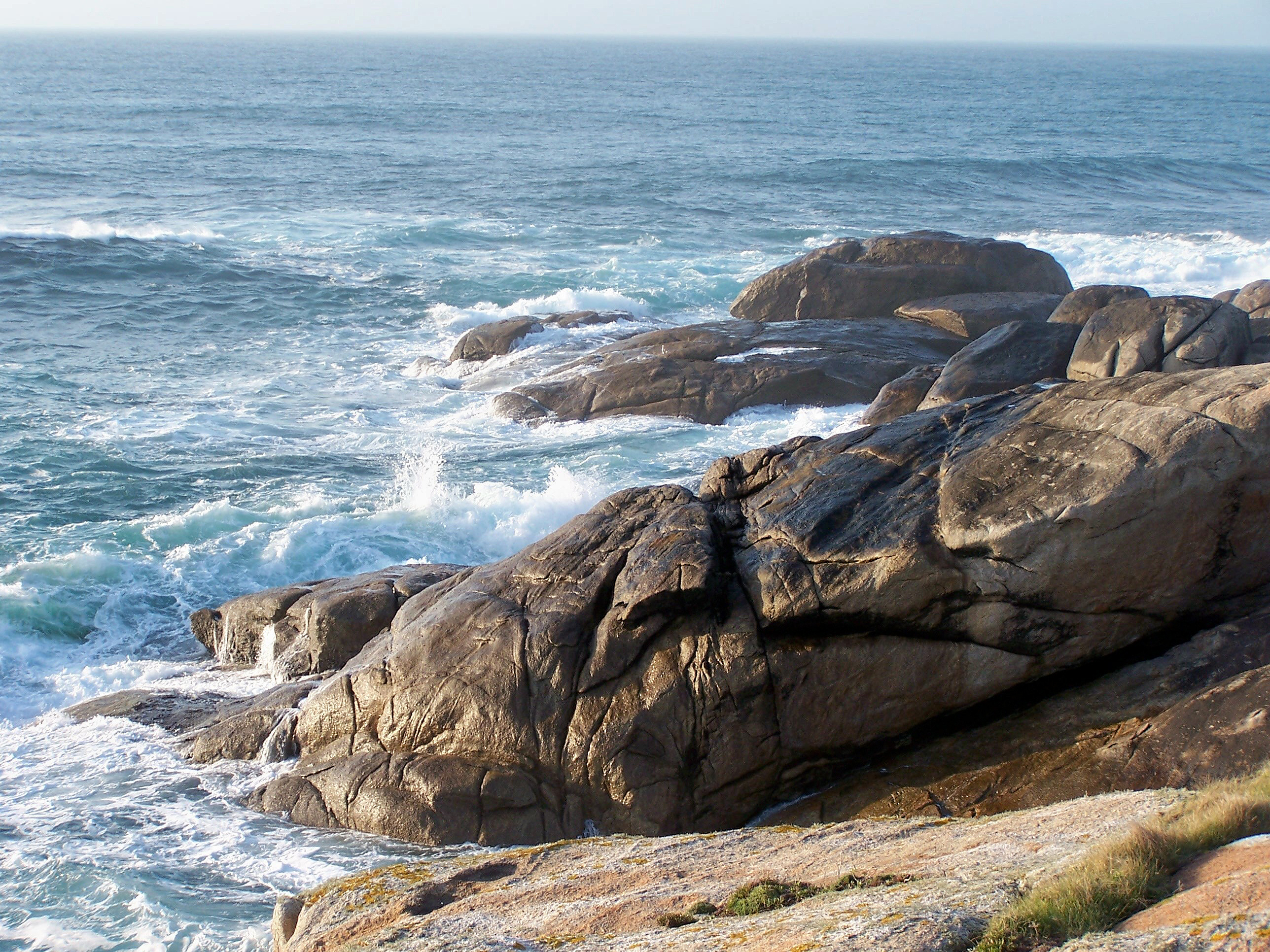
Costa de Portosín

Portosín és una localitat costanera del municipi gallec de Porto do Son, a la província de la Corunya. Pertany a la parròquia de Goiáns.
L'any 2015 tenia una població de 594 habitants segons l'Institut Gallec d'Estadística.
Té port pesquer i un club nàutic, el Club Náutico de Portosín, que és un important focus de turisme dins del municipi.